# Malagoniella bicolor
Malagoniella bicolor är en skalbaggsart som beskrevs av Guérin-Méneville 1840. Malagoniella bicolor ingår i släktet Malagoniella och familjen bladhorningar. Inga underarter finns listade i Catalogue of Life.